# Jordi Figueras
Jordi Figueras Montel (Lleida, 16 mei 1987), of kortweg Jordi, is een Spaans voetballer. Hij speelt als verdediger bij de Spaanse derdeklasser Algeciras CF. Voordien speelde hij onder andere voor Celta de Vigo, Roebin Kazan, Rayo Vallecano, Club Brugge, Real Betis, Karlsruher SC en Racing Santander.

## Carrière
Figueras begon zijn loopbaan bij Celta de Vigo waar hij, na een seizoen in het B-elftal, een goede indruk maakte. Het seizoen daarop verkaste hij naar Rusland, om voor Roebin Kazan te spelen. De talentvolle Spanjaard kwam daar slechts aan 9 matchen toe. Hierna werd hij twee seizoenen uitgeleend aan respectievelijk Real Valladolid en het Madrileense Rayo. Tijdens zijn uitleenbeurt aan Rayo maakte hij indruk op verschillende ploegen, waaronder Club Brugge. Club Brugge betaalde ongeveer €700.000 aan Kazan en €300.000 aan Rayo. Bij de Belgische club wist hij echter geen indruk te maken, waardoor hij na exact 1 seizoen opnieuw uitgeleend werd aan zijn oude ploeg, Rayo Vallecano. Hij verkaste zeer snel hierna naar Spaanse eerste klasser Real Betis, waar hij een drietal seizoenen zou blijven. In 2016 werd hij verkocht aan het Turkse Eskişehirspor. Na nog twee avonturen, in Duitsland en India, kwam hij in 2018 weer in Spanje terecht bij derdeklasser Racing Santander. Daar wist hij in 41 matchen 4 goals te maken. In 2021 uiteindelijk werd hij verkocht aan mede-derdeklasser Algeciras CF, waar hij nu nog altijd speelt. 
Figueras werd op 24 april 2020 vrijgesproken door een Spaanse rechtbank in een zaak rond de Spaanse club CA Osasuna die in het seizoen 2013/14 degradatie wou voorkomen door spelers van twee andere clubs om te kopen.

## Statistieken
| Seizoen | Club              | Land               | Competitie          | Competitie | Competitie |
| Seizoen | Club              | Land               | Competitie          | Wed.       | Dlp.       |
| ------- | ----------------- | ------------------ | ------------------- | ---------- | ---------- |
| 2008/09 | Celta de Vigo     | Vlag van Spanje    | Segunda División A  | 0          | 0          |
| 2009/10 | Celta de Vigo     | Vlag van Spanje    | Segunda División A  | 30         | 1          |
| 2009/10 | Roebin Kazan      | Vlag van Rusland   | Premjer-Liga        | 8          | 0          |
| 2010/11 | → Real Valladolid | Vlag van Spanje    | Segunda División A  | 25         | 2          |
| 2011/12 | → Rayo Vallecano  | Vlag van Spanje    | Primera División    | 17         | 0          |
| 2011/12 | Club Brugge       | Vlag van België    | Eerste klasse       | 19         | 1          |
| 2012/13 | Club Brugge       | Vlag van België    | Eerste klasse       | 10         | 0          |
| 2012/13 | → Rayo Vallecano  | Vlag van Spanje    | Primera División    | 14         | 0          |
| 2013/14 | Real Betis        | Vlag van Spanje    | Primera División    | 25         | 1          |
| 2014/15 | Real Betis        | Vlag van Spanje    | Primera División    | 39         | 0          |
| 2015/16 | Real Betis        | Vlag van Spanje    | Primera División    | 3          | 0          |
| 2015/16 | Eskişehirspor     | Vlag van Turkije   | Süper Lig           | 16         | 0          |
| 2016/17 | Karlsruher SC     | Vlag van Duitsland | 2.Bundesliga        | 17         | 2          |
| 2017/18 | ATK               | Vlag van India     | Indian Super League | 15         | 0          |
| 2018/19 | Racing Santander  | Vlag van Spanje    | Segunda División B  | 11         | 3          |
| 2019/20 | Racing Santander  | Vlag van Spanje    | Segunda División B  |            |            |
| 2020/21 | Racing Santander  | Vlag van Spanje    | Segunda División B  |            |            |
| Totaal  | Totaal            | Totaal             | Totaal              | 249        | 10         |

## Erelijst
| Russische Supercup | 1x | 2010 |